# 大興駅 (咸鏡南道)
大興駅（テフンえき、朝鮮語: 대흥역）は、朝鮮民主主義人民共和国咸鏡南道端川市にある駅で、クムゴル線に属する。 

## 隣の駅
クムゴル線
大新駅 - 大興駅 - 舞鶴駅